# Beaux Arts Trio
El Beaux Arts Trio es un trío para piano estadounidense activo entre 1955 y 2008.

## Historia
El Beaux Arts Trio debuta el 13 de julio de 1955 en el festival de Berkshire, actualmente conocido bajo el nombre de Tanglewood Music Center. A lo largo de su existencia, su cohesión ha sido asegurada por su fundador, el pianista Menahem Pressler. 
Los miembros originales de la formación de 1955 eran:
- piano: Menahem Pressler
- violín: Daniel Guilet
- violonchelo: Bernard Greenhouse

Su composición ha cambiado varias veces, los miembros más recientes han sido:
- violín: Isidore Cohen (antes segundo violín del Cuarteto Juilliard) (1968~), Ida Kavafian (1992~), Yung Uck Kim (1998~), Daniel Hope (2002~2008)
- violonchelo: Peter Wiley (que vuelve al Cuarteto Guarneri a la salida por retiro de David Soyer) (1987~), Antônio Meneses (1998-2008).[1]

El último concierto en Estados Unidos del Beaux Arts Trio tuvo lugar en Tanglewood en agosto de 2008 y su concierto final en Lucerna el 6 de septiembre de 2008. El 23 de agosto de 2009 el trío dio un concierto de adiós en el Festival Mendelssohn de Leipzig. El trío fue una referencia de primer nivel en el mundo entero, durante su existencia de más de cincuenta años, en particular en los repertorios clásicos y románticos. Aparte del repertorio camerístico también eran frecuentes sus interpretaciones triunfales del Triple concierto para violín, violonchelo, piano y orquesta, en Do mayor, opus 56, de Beethoven.

## Discografía selecta
El Beaux Arts Trío ha grabado todo el repertorio clásico para trío para piano.
- Ludwig van Beethoven:
  - Trío para piano n.° 1 en mi bemol mayor Op. 1/1,
  - Trío para piano n.º 2 en sol mayor Op. 1/2,
  - Trío para piano en si bemol mayor (Allegretto) WoO 39,
  - Trío para piano n.º 3 en do mayor Op. 1/3,
  - Trío para piano n.° 6 en mi bemol mayor Op. 70/2,
  - Trío para piano en mi bemol mayor (Catorce variaciones sobre un tema original) Op. 44,
  - Trío para piano n.° 7 en si bemol mayor (Trío Archiduque) Op. 97,
  - Trío para piano en mi bemol mayor WoO 38,
  - Trío para piano en sol mayor (Variaciones Kakadu) Op. 121a,
  - Trío para piano, clarinete (o violín) y violonchelo en mi bemol mayor (arreglo del Septeto Op. 20) Op. 38,
  - Trío para piano n.º 5 en re mayor (Trío Fantasma) Op. 70/1,
  - Trío para piano en re mayor (transcripción de la Sinfonía n.° 2) Op. 36,
  - Trío para piano en mi bemol mayor (Allegretto) Hess 48,
  - Trío para piano, clarinete (o violín) y violonchelo n.º 4 en si bemol mayor (Gassenhauer) Op. 11.
  - Todos los tríos de Beethoven: Philips.
- Dmitri Shostakóvich: tríos para piano n.° 1 en do menor; n.° 2 en mi menor; Siete romanzas sobre versos de Alexandre Blok. Joan Rodgers, soprano (Warner Classics).
- Antonín Dvořák: tríos para piano n.° 1 en si bemol mayor B. 51 (Op. 21); n.° 2 en sol menor B. 56 (Op. 26); n.° 3 en fa menor B. 130 (Op. 65 / Op. 64); n.° 4 en mi menor "Dumky" B. 166 (Op. 90) (Philips Classics).
- Joseph Haydn: tríos para piano H. XV (Philips Classics).
- Wolfgang Amadeus Mozart: tríos para piano n.° 4 en mi mayor K. 542, n.° 3 en si bemol mayor K. 502, n.° 6 en sol mayor K. 564, n.° 5 en do mayor K. 548, n.° 1 en si bemol mayor K. 254, n.° 2 en sol mayor K. 496 (Philips Classics).
- Franz Schubert: tríos para piano n.º 1 en si bemol mayor D. 898 (Op. 99); n.° 2 en mi bemol mayor D. 929 (Op. 100); en si bemol mayor (Sonatensatz) D. 28, en mi bemol mayor (Nocturno, adagio) D. 897 (Op. póstumo 148) (Philips Classics).
- Johannes Brahms: Integral de los tríos (Philips Classics).